# Initials B.B.
Albums de Serge Gainsbourg
Bonnie and Clyde
(1968) Jane Birkin - Serge Gainsbourg
(1969)
Initials B.B. est une compilation de Serge Gainsbourg retrospectivement considéré comme un album lors de la campagne de réédition de son oeuvre en 2001. Il comprend la majorité du contenu de ses trois EPs enregistrés en Angleterre: Qui Est In, Qui est Out?, Mr Gainsbourg et Initials B.B.
Le nom de l'album est tiré du surnom de Brigitte Bardot, qui apparaît par ailleurs sur Bonnie & Clyde. La chanson Initials B.B. est, elle, inspirée de la Symphonie n° 9 dite « Du nouveau monde » de Dvořák pour la musique, et inspirée du poème Le Corbeau d'Edgar Allan Poe pour les paroles d'ouverture. L'héroïne y prononce « Almería » : c'est le lieu de la rupture définitive entre Serge et Brigitte Bardot qui part y tourner le film Shalako avec Sean Connery ; Gainsbourg ne la reverra que plusieurs décennies plus tard.

## Historique
Les singles ont été enregistrés entre 1965 et 1968 à Paris et à Londres dans différents studios à différentes périodes, : le studio Fontana à Londres en décembre 1965 pour les titres Docteur Jekyll et Monsieur Hyde, Shu ba du ba loo ba, Qui est in qui est out et Marilu, le studio Chappell à Londres en juin 1967 pour Comic Strip, Torrey Canyon et Hold-up,, le studio Hoche à Paris en décembre 1967 pour Bonnie & Clyde et, enfin, à nouveau le studio Chappell à Londres en mai 1968 pour Bloody Jack, Initials B.B., Black and white, et Ford Mustang.

### DeQui est "in" qui est "out"àComic Strip
Depuis l'album Gainsbourg Percussions en 1964, Serge Gainsbourg s'éloigne du jazz et de son collaborateur Alain Goraguer pour se lancer dans divers projets de pop anglaise principalement en écrivant pour d'autres artistes dont ses chansons connaissent le succès, en particulier Poupée de cire, poupée de son pour France Gall en 1965 qui remporte l'Eurovision.
Mais Serge Gainsbourg n'oublie pas de privilégier de temps à autre sa carrière de chanteur. En janvier 1966, l'artiste publie son nouveau maxi Qui est "in" qui est "out" comportant également les chansons Marilu, Docteur Jekyll et Monsieur Hyde et Shu Ba Du Ba Loo Ba. Enregistré au studio Fontana à Londres en décembre 1965, ce disque permet à Gainsbourg de se retrouver pour la première fois au classement des radios périphériques et marque la première collaboration avec l'arrangeur Arthur Greenslade avec qui il va collaborer régulièrement jusqu'en 1969.
En juin 1967, Gainsbourg retourne à Londres, cette fois-ci aux Studios Chappell pour enregistrer les chansons Comic Strip, Torrey Canyon, Hold Up et Chatterton avec cette fois-ci le producteur Giorgio Gomelsky et l'arrangeur David Whitaker. Cette session marque la première collaboration avec le bassiste Dave Richmond qui sera notable avec l'album Histoire de Melody Nelson en 1971. Ces chansons sortent en 45 tours 4 titres le 8 juillet 1967 sous le nom de Comic Strip.

### DeBonnie & ClydeàInitials B.B.
En décembre 1967, alors que Serge Gainsbourg vit une idylle avec Brigitte Bardot, il organise une session d'enregistrement avec elle au studio B des studios Barclay, avenue Hoche à Paris avec cette fois-ci Michel Colombier en chef d'orchestre (avec qui l'artiste collabore régulièrement sur les musiques de films). Plusieurs chansons y sont enregistrées dont Bonnie & Clyde, la version anglaise de Comic Strip (Bardot était absente sur la version originale dont sa partie était chantée par Madeline Bell) et Je t'aime… moi non plus. Après la diffusion de l'enregistrement de cette dernière le lendemain à la radio, Brigitte Bardot quitte Gainsbourg pour sauver son mariage avec Gunter Sachs. En janvier 1968, parait l'album Bonnie & Clyde réalisé par le couple récemment séparé comportant la chanson éponyme, sept chansons de Gainsbourg déjà parues avant et quatre nouvelles chansons cette fois-ci chantées par Brigitte Bardot.
À la suite de la rupture sentimentale, Gainsbourg écrit la chanson Initials B.B. qu'il enregistre en mai 1968 aux Studios Chappell à Londres où il retrouve l'arrangeur Arthur Greenslade et le bassiste Dave Richmond et marque la première collaboration avec le batteur Dougie Wright qui formera avec le bassiste la principale section rythmique des albums de l'artiste jusqu'en 1978. 

« Nous sommes partis à Londres enregistrer « Initials B.B ». pour lequel Gainsbourg n’avait absolument rien préparé, comme d’habitude, hormis la chanson principale. Mais il travaillait déjà selon une méthode infaillible : pour chaque chanson il démarre avec un titre, parce qu’il a compris depuis longtemps que le titre doit être la phrase principale du refrain et le thème de la chanson. Pour qu’il ait le temps d’écrire, au lieu de prendre l’avion nous avons pris le train et le ferry-boat : au moment d’embarquer a la gare du Nord il s’est tapé deux bourbons, il a écrit pendant tout le trajet les paroles des trois autres chansons [Bloody Jack, Ford Mustang et Black & White] et le lendemain il était prêt… »

— Claude Dejacques
Ces chansons paraissent en 45 tours en juin 1968 sous le nom de Initials B.B.. Pendant ce même mois, le directeur artistique de l'artiste Claude Dejacques publie (avec l'accord de Serge) l'album homonyme regroupant également les 45 tours Qui est "in" qui est "out" et Comic Strip (sans Chatterton) et la chanson Bonnie & Clyde avec Brigitte Bardot.

## Réception
Bien qu'il comporte plusieurs des chansons les plus connues de l'artiste, l'album passe inaperçu à sa sortie, le public privilégiant les 45 tours et l'album Bonnie and Clyde avec Bardot, qui composent l'album. Mais avec le temps et les différentes rééditions, l'album trouve son public chez les nouvelles générations de fans de l'artiste et les spécialistes, bien que le disque ne soit jamais apparu dans les classements et n'a pas eu de certification.
Lors de la réédition de 2001, l'album est augmenté des titres Chatterton et Requiem pour un con (BO du film Le pacha) ainsi que des mixages alternatifs des sessions de l'EP Comic Strip.
Selon l'édition française du magazine Rolling Stone, cet album est le 14e meilleur album de rock français. Il est également inclus dans l'ouvrage Philippe Manœuvre présente : Rock français, de Johnny à BB Brunes, 123 albums essentiels.

## Liste des titres
| 1.  | Initials B.B.                           | Serge Gainsbourg | Arthur Greenslade | 3:36 |
| 2.  | Comic Strip                             | Serge Gainsbourg | David Withaker    | 2:13 |
| 3.  | Bloody Jack                             | Serge Gainsbourg | Arthur Greenslade | 2:07 |
| 4.  | Docteur Jekyll et Monsieur Hyde         | Serge Gainsbourg | Arthur Greenslade | 1:59 |
| 5.  | Torrey Canyon                           | Serge Gainsbourg | David Withaker    | 2:45 |
| 6.  | Shu Ba Du Ba Loo Ba                     | Serge Gainsbourg | Arthur Greenslade | 2:08 |
| 7.  | Ford Mustang                            | Serge Gainsbourg | Arthur Greenslade | 2:43 |
| 8.  | Bonnie and Clyde (avec Brigitte Bardot) | Serge Gainsbourg | Michel Colombier  | 4:17 |
| 9.  | Black and White                         | Serge Gainsbourg | Arthur Greenslade | 2:11 |
| 10. | Qui est "in" qui est "out"              | Serge Gainsbourg | Arthur Greenslade | 2:16 |
| 11. | Hold Up                                 | Serge Gainsbourg | David Withaker    | 2:39 |
| 12. | Marilu                                  | Serge Gainsbourg | Arthur Greenslade | 2:32 |

| 13. | Chatterton                                  | Serge Gainsbourg | David Withaker   | 2:04 |
| 14. | Comic Strip                                 | Serge Gainsbourg | David Withaker   | 2:31 |
| 15. | Torrey Canyon                               | Serge Gainsbourg | David Withaker   | 2:38 |
| 16. | Hold Up                                     | Serge Gainsbourg | David Withaker   | 2:34 |
| 17. | Chatterton                                  | Serge Gainsbourg | David Withaker   | 2:04 |
| 18. | Requiem pour un con (B.O. du film Le Pacha) | Serge Gainsbourg | Michel Colombier | 2:50 |

- Titres 2, 5, 14 et 15 : avec Madeline Bell, soliste.
- Titres 3 et 7 : avec Enid Heard, soliste.
- Titres 13 et 18 : versions originales de 1967.
- Titres de 14 à 17 : mixages alternatifs de 1996 par Giorgio Gomelsky.

## Musiciens
Dans les crédits de l'albums, seuls Brigitte Bardot et les chefs d'orchestre Arthur Greenslade, David Whitaker et Michel Colombier sont crédités. En revanche, les autres musiciens présents aux différents enregistrements ne sont pas mentionnés. Après plusieurs recherches, les musiciens de session sont les suivants :
- Serge Gainsbourg : chant, paroles et composition
- Brigitte Bardot : chant sur Bonnie & Clyde
- Direction musicale de la session de décembre 1965 : Arthur Greenslade
  - Les musiciens présents à cette sessions n'ont pu être identifiés
  - The Mike Sammes Singers (Irene King, Marion Madden, Enid Heard) (présumés)
- Direction musicale de la session de juin 1967 : David Whitaker (arrangements) et Giorgio Gomelsky (production, mixage)
  - Dave Richmond : basse
  - Clem Cattini : batterie
  - Victor Briggs : guitare électrique
  - Madeline Bell : chœurs
  - John Timperley : ingénieur du son (assisté par Guy Salmon)
- Direction musicale de la session de décembre 1967 (Bonnie & Clyde) : Michel Colombier
  - Brigitte Bardot (créditée) : chant
  - Les musiciens présents à cette sessions n'ont pu être identifiés.

- Direction musicale de la session de mai 1968 : Arthur Greenslade
  - Dave Richmond : basse
  - Dougie Wright : batterie
  - Vic Flick : guitare électrique
  - Harry Stoneham : piano, orgue
  - Joe Moretti : guitare rythmique
  - Tristan Fry : Percussion, glockenspiel
  - Arthur Watts : contrebasse
  - Max Salpeter : violon
  - The Mike Sammes Singers (Irene King, Marion Madden, Enid Heard) : 
    - Enid Heard : chants, chœurs
    - Irene King, Marion Madden : chœurs

  - Peter Olliff : ingénieur du son (assisté par Steve Brown)